# 교회 소나타
교회 소나타(Sonata da chiesa)는 바로크 시대에 애호된 기악곡이며, 고전파시대에 와서 곧 자취를 감추었다. 본래 이탈리아의 교회에서 오르간 음악이 예배에 쓰이게 되면서 생긴 것으로서, 후에 교회에는 관계가 없어도 양식적으로 그 경향을 가진 것이면 교회 소나타라고 하게 되었다.   원래가 교회용으로 된 것이므로 세속적인 춤곡의 형태를 채용하지 않는다는 점에서 그 시대의 실내 소나타와 큰 차이를 보였다. 그리고 느린 악장과 빠른 악장을 번갈아 배열하여 4개 또는 5개의 악장으로 되어 있다.  형태로는 통주저음을 갖는 트리오 소나타(기악의 연주형태 항목 참조)와, 초기에는 친근성을 보였으나 후에는 각종 악기를 위한 것도 작곡되었다.  바흐의 무반주 바이올린 소나타는 교회 소나타 양식의 유명한 예이다. [이 부분은 해석에 주의가 요구된다. 바흐의 첼로 무반주 조곡은 하나의 서곡(prelude)과 다섯 개의 춤곡으로 이루어진 구성을 취하고 있고, 이 점에서 교회 소나타(sonate da chiesa)보다는 실내 소나타(sonate da camera)에 더 가깝다.]

## 같이 보기
- 바로크 음악#교회 소나타의 성립
- 실내 소나타